# Rui Machete
Rui Manuel Parente Chancerelle de Machete (Setúbal, São Julião, 7 de abril de 1940) es un abogado y político portugués, ministro de Asuntos Exteriores del XIX Gobierno Constitucional de Portugal de 2013 a 2015.

## Biografía
Licenciado en Derecho por la Facultad de Derecho de la Universidad de Lisboa y diplomado en el Curso Complementario de Ciencias Político-Económicas en 1963, es abogado desde 1964. Obtuvo los premios Calouste Gulbenkian de la Fundación Calouste Gulbenkian en Ciencias Histórico-Jurídicas y Político-Económicas, en 1960 y 1962 respectivamente. Es especialista en Derecho Administrativo, y fue profesor asistente de la Facultad de Derecho de la Universidad de Lisboa, profesor invitado de Derecho de la Facultad de Derecho de la Universidad Católica Portuguesa y profesor invitado del Instituto Superior de Ciencias del Trabajo y de la Empresa de la misma Universidad de Lisboa.
Dirigió el Departamento Jurídico de la Compañía Portuguesa de Electricidad, entre 1969 y 1981, y de la EDP, hasta 1985, donde fue asesor del Consejo de Administración hasta 2006. Fue igualmente director de la Revista de Direito do Ambiente e Ordenamento do Território.
Militante histórico del Partido Social Demócrata, fue presidente de este partido de 10 de febrero a 19 de mayo de 1985.
Elegido diputado en la Asamblea de la República en las legislaturas I (1976-1980), IV (1985-1987), V (1987-1991) y VI (1991-1995). También ejerció funciones de Gobierno como secretario de Estado de Emigración en 1975, ministro de Asuntos Sociales del VI Gobierno Provisional (1975-1976, a partir de la remodelación del 2 de enero de 1976), ministro de Justicia de 1983 a 1985, ministro de Defensa en 1985 y vice primer ministro del IX Gobierno Constitucional (1985). El 24 de julio de 2013 tomó posesión del cargo de ministro de Asuntos Exteriores del XIX Gobierno Constitucional, sucediendo a Paulo Portas tras la remodelación resultante de su dimisión.